# Team100

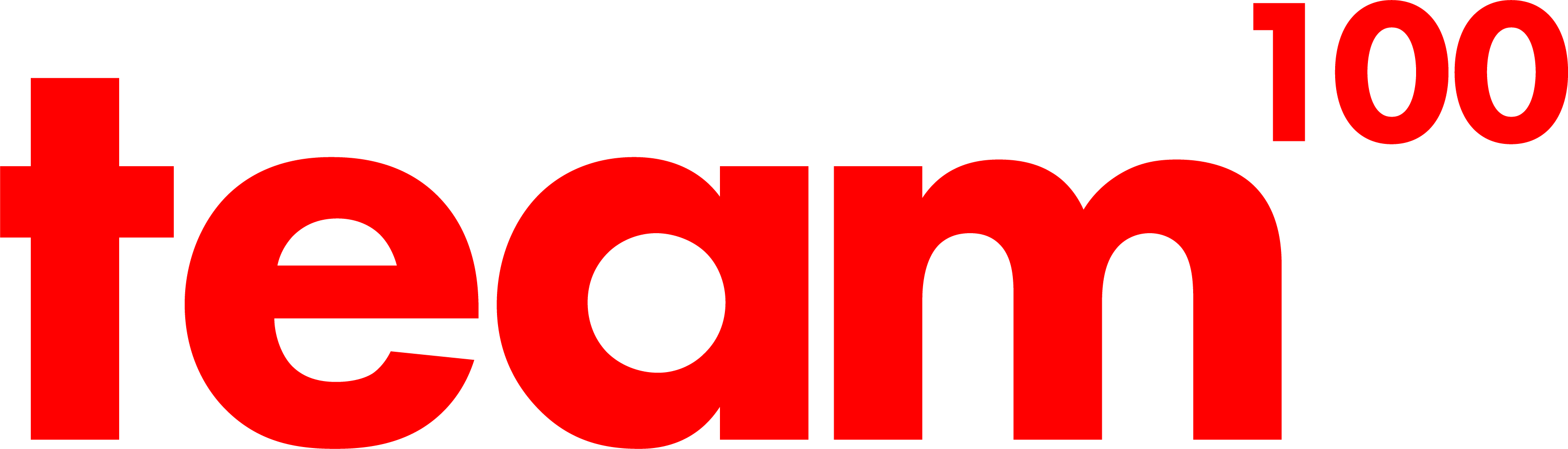
Logotyp Programu team100.

Team100 – model bezpośredniego, dodatkowego i pozazwiązkowego wsparcia młodych utalentowanych zawodników, członków kadr narodowych, uprawiających indywidualne dyscypliny olimpijskie w wieku 18–23 lata. To wspólny Program Ministerstwa Sportu oraz Polskiej Fundacji Narodowej, który powstał w 2017 roku z inicjatywy Witolda Bańki. Jego operatorem i partnerem merytorycznym jest Instytut Sportu – Państwowy Instytut Badawczy.
Budżet Programu w latach 2017-2019 wynosił ponad 20,8 milionów złotych.

## Cele Programu
Wsparcie najbardziej perspektywicznych sportowców w obszarze procesu szkolenia sportowego oraz współzawodnictwa, a także w obszarze pozasportowym, aby umożliwić im łączenie kariery sportowej z nauką lub podnoszeniem kwalifikacji zawodowych oraz reprezentowanie Polski na arenie międzynarodowej. 

## Beneficjenci
Programem, objęci są wybrani zawodnicy w młodzieżowych kategoriach wiekowych – juniora lub młodzieżowca, zgodnie z obowiązującymi w tym zakresie regulacjami właściwych polskich związków sportowych, regulacjami europejskich lub międzynarodowych federacji sportowych. Pod koniec 2018 na liście znajdowało się 250 zawodników, w tym także sportowcy z niepełnosprawnościami. Każdy z nich otrzymuje rocznie 40 tysięcy złotych i może samodzielnie decydować o wykorzystaniu tych środków. Można je przeznaczyć m.in. na: 
- naukę i podnoszenie kwalifikacji zawodowych,
- fizjoterapeutę,
- lekarza,

- dietetyka,
- psychologa,
- suplementację,
- wynajem mieszkania.

## Sukcesy Beneficjentów Team100
Zawodnicy należący do Team100 w ciągu nieco ponad dwóch lat trwania Programu zdobyli łącznie 362 medale międzynarodowych imprez sportowych rangi mistrzowskiej, w tym: 
- 109 złotych
- 106 srebrnych
- 147 brązowych.

## Kodeks etyki
Sportowcy zobowiązani są do przestrzegania Kodeksu Etyki Beneficjenta oraz utrzymywania odpowiedniego poziomu sportowego. Obliguje on zawodników m.in. do rywalizacji zgodnie z zasadami fair play oraz godnego reprezentowania Polski na arenie międzynarodowej.